# TEE Prinz Eugen
Le TEE Prinz Eugen était un train rapide qui reliait Bremen à Wien West, de 1971 à 1978. Exploité par la Deutsche Bundesbahn, le TEE Prinz Eugen était un Trans-Europ-Express (donc uniquement en première classe) jusqu'à la fin du service d'hiver le 27 mai 1978 puisqu'il cessait définitivement de circuler.
Le nom de ce TEE fait référence au Prinz Eugen, nom allemand du Prince Eugène, noble français né à Paris en 1663. Brouillé avec Louix XIV, il s'était mis au service de l'Autriche et avait brillamment combattu pour ce pays pendant près de cinquante ans, au point de devenir un héros national et d'être promu Maréchal.

## Parcours et arrêts
- 26 septembre 1971 Bremen, Hannover, Gottingen, Bebra, Würzburg, Nürnberg, Regensburg, Passau, Wels, Linz, Wien West (1097, 6 km)[1].
- 1er juin 1975 Arrêt supplémentaire à St-Pölten[1].
- 30 mai 1976 Hannover, Minden, (sens pair seulement), Bielefeld, Dortmund, Hagen, Wuppertal-Eberfeld, Köln, Bonn, Koblenz, Mainz, Frankfürt, Würzburg, Nürnberg, Regensburg, Passau, Wels, Linz, St-Pölten, Wien-West (1286,6 km)[1].
- 28 mai 1978 TEE supprimé pour devenir l'Intercity 127-126 avec des voitures de 1ère et 2è classe sur la totalité de son parcours[1].

## Numérotation
- 26 septembre 1971 TEE 87-86[1].
- 3 juin 1973 TEE 97-96[1].
- 30 mai 1976 TEE 27-26[1].

## Matériel
- 26 septembre 1971 Voitures TEE de la DB, 2 jeux comprenant : 2 Av, 1 Ap, 1 WR[1].
- 28 mai 1972 2 jeux comprenant : 1 Av, 1 Ap, 1 AR, augmentés de 1 Av, d'abord les vendredis, ensuite périodique en 1973, et limitée à Passau à partir de 1974[1].
- 30 mai 1976 2 jeux comprenant : 1 Av, 1 Ap, 1 AR (limités à Kôln-Wien les samedis, et vice-versa les dimanches) + 2 Av et 1 Ap entre Hnnover et Passau (du lundi au vendredi, et périodique)[1].

Restauration assurée par la DSG.